# Glauco di Reggio
Glauco (Reggio Calabria, V secolo a.C. – IV secolo a.C.) è stato un poeta e storico greco antico.
È stato uno dei primi storici lirici dell'antica Grecia, contribuendo enormemente alla comprensione della musica antica grazie al suo trattato Intorno agli antichi musici e poeti. Vissuto fra il V secolo a.C. ed l'inizio del IV secolo, Glauco è un prodotto della fiorente attività culturale della Magna Grecia, nata nel VII secolo fra Locri e  Reggio. Contemporaneo di Democrito, Glauco era un membro di spicco della Scuola Lirica di Reggio, di ispirazione pitagorica, che vantò la creazione di un nuovo approccio poetico e musicale.
La tradizione antica gli attribuisce anche un'opera sui miti di Eschilo.

## Intorno agli antichi musici e poeti
L'opera Intorno agli antichi musici e poeti è frammentaria (sei frammenti in totale sono pervenuti ai giorni nostri) e le parti più importanti sono state trasmesse da Plutarco nel De musica, nel quale cita Glauco come fonte principale per comprendere la musica e la lirica antica.
Il testo di Glauco è il primo che analizza dal punto di vista storico la poetica e musica greca, studiando l'opera degli autori che più hanno marcato la sua genesi e la sua evoluzione. Vengono quindi citati Archiloco, Olimpo, Orfeo, Taleta, Terpandro, Senocrito e Stesicoro. Nella sua analisi, per esempio, vede Orfeo come un poeta assolutamente originale, mentre Terpandro avrebbe imitato il ritmo ed i testi di Omero e la musica di Orfeo.